# François Gabart
François Gabart (Saint-Michel-d’Entraygues, 1983. március 23. –) francia       tengerész és szólóvitorlázó, aki megnyerte a Vendée Globe megálló nélküli földkerülő szólóvitorlás verseny 2012/2013-as kiírását 78 nap 2 óra 16 perces idővel, ezzel új rekordot felállítva. Ő a verseny eddigi legfiatalabb győztese.

## Élete

### Korai évek és a magánélete
François Gabart apja, Dominic fogorvos, a vitorlázás rajongója, aki bevezette őt a vitorlázás rejtelmeibe; édesanyja az Angoulêmei bíróság bírája. 1989-ben a szüleivel a PESK Avel hajón töltött egy évet. Ez az út az Egyesült Államokba komoly ízelítőt adott a fiúnak a tengeri utazásról.
Van egy fia, Hugo, aki a tőle elvált első feleségével Norvégiában él.
Gabart jelenleg (2017) La Forêt-Fouesnant-ban él, Finistère megyében.

### A karrierje
A lyoni Institut national des sciences appliquées (INSA) egyetemen tanult, ahol a mérnöki tanulmányai mellett lehetővé tették az olimpiai felkészülését is a Tornado nevű hajóval. Az egyetemen mechanikai mérnöki diplomát szerzett.
2008-ban csatlakozott a Skipper Macif programhoz. Részt vett a Transat Jacques Vabre 2009-es versenyen, Kito de Pavant kapitány oldalán, ahol a második helyet szerezték meg.
2010-ben a Solitaire du Figaro második helyezettje volt Armel Le Cléac'h mögött. Még ugyanebben az évben (december 31-én) Michel Desjoyeaux-val elindultak a Barcelona World Race 2010/2011-es kiírásán a FONCIA 2 hajóval. Ezzel vette kezdetét a felkészülése a 2012/2013-as Vendée Globe-ra. Január 26-án a második helyen hajózva feladni kényszerültek a versenyt, mert a hajó az árbocát vesztette.
2011. szeptember 11-én második helyen végzett a Trophée Clairefontaine-n Nicolas Charbonnier mögött. Ugyanebben az évben negyedikként fejezte be a Transat Jacques Vabre 2011-es kiírását Sébastien Kol oldalán.
2011-ben a Macif nevű hajóval versenyzett, amely a FONCIA 2 tervei alapján épült. Megnyerte a 2011-es Transat B to B-t, amellyel kvalifikálta magát a Vendée Globe 2012/2013-as kiírására.
A Vendée Globe-on, 2012. november 29-ről november 30-ra, a Macif-al 482,91 mérföldet (894,3 km) tett meg 20,1 csomós átlagsebességgel. Ezzel megjavította a 24 órás távolsági világcsúcsot az IMOCA 60-as hajóosztályban. Az addigi csúcsot Alex Thomson tartotta 2003 óta 468,72 (868 km) mérfölddel.
2012. december 10-én újra megdőlt a 24 órás távolsági csúcs: 545,3 mérfölddel (1008,8 km) és 22,72 csomós átlagsebességgel haladva. A visszafelé úton az egyenlítőn január 15-én 13 óra 41 perckor haladt át, ami ugyanúgy új csúcs: 66 nap 1 óra 39 perc alatt ért el Les Sables-d’Olonne-től az egyenlítő hazafelé tartó átszeléséig. Az előző csúcs Michel Desjoyeaux-é volt 71 nap 17 óra és 12 perccel.
2013. január 27-én 15 óra 19 perckor ért be a célkikötőbe, és ezzel megnyerte a Vendée Globe 7. kiadását, miután 78 nap 2 óra és 16 perc alatt teljesítette a futamot. 29 évével a verseny legfiatalabb győztesévé vált, és a verseny új időrekordere is ő lett, majdnem hat nappal megjavítva Michel Desjoyeaux 2008/2009-es csúcsát.
A Transat Jacques Vabre 2013-as kiadásán a Maciffal indult, Michel Desjoyeaux-val az oldalán. Vezették az IMOCA flottát, amikor a brazíliai célba érkezés előtt mintegy három nappal eltört az árbócuk.
2014. november 14-én a Maciffal megnyerte a Route du Rhumot. Új csúcs születik: 12 nap 4 óra 38 perc és 55 másodperces idővel. Ezzel több, mint hét órát javít Roland Jourdain 2006-ban felállított csúcsán.
Ezután megfogadta Thomas Coville tanácsát, elhagyta a IMOCA hajóosztályt, és a nagy vitorlázási csúcsok megdöntése felé fordult. Hajónak egy 100 lábas maxi-trimarant választott. A VPLP (Van Peteghem Lauriot-Prévost) építésziroda tervezte a hajót, és a CDK Technologies építette a Multiplast kikötőben.
A Macif trimaran 2015. augusztus 18-án siklott vízre, és a fedélzetén François Gabarttal megnyerte a 2015-Transat Jacques Vabre és a Transat 2016 versenyeket.
2016-ban Gabart közvetítette a Francia Televízió részére a riói olimpia vitorlás eseményeit.

## Győzelmek, díjak
- 2016:
  - a Transat 2016 győztese a Macif trimarannal - 8 nap, 8 óra, 54 perc és 39 másodperc
- 2015:
  - a Transat Jacques Vabre 2015 győztese a Macif trimarannal - 12 nap, 17 óra, 29 perc és 27 másodperc
- 2014:
  - a Route du Rhum győztese a Macif nevű hajóval (IMOCA60 hajóosztály) - új csúcs 12 nap, 4 óra, 38 perc és 55 másodperc
- 2013:
  - a 2012-2013 Vendée Globe győztese a Macif nevű hajóval (IMOCA60 hajóosztály) - új csúcs 78 nap, 2 óra, 16 perc és 40 másodperc)
  - a Rolex Fastnet Race győztese Michel Desjoyeaux-val párosban a Macif nevű hajóval (IMOCA60 hajóosztály)
  - az Artemis Challenge győztese Michel Desjoyeaux-val párosban a Macif nevű hajóval (IMOCA60 hajóosztály)
  - a Trophée Azimut győztese Michel Desjoyeauxal párosban a Macif nevű hajóval (IMOCA60 hajóosztály)
  - a Challenge Azimut verseny második helyezettje a legénységével a Macif nevű hajóval (IMOCA60 hajóosztály)
- 2012:
  - az Europa Warm'Up 2. helyezettje a Macif nevű hajóval (IMOCA60 hajóosztály)
- 2011:
  - a Transat B to B győztese a Macif nevű hajóval (IMOCA60 hajóosztály)
  - a Trophée Clairefontaine második helyezettje
  - Transat Jacques Vabre 2011-es kiadásának 4. helyezettje Sebastien Collal párosban a Macif nevű hajóval (IMOCA60 hajóosztály)
- 2010:
  - Francia szólóvitorlázás bajnok
  - a Solitaire du Figaro második helyezettje a Macif nevű hajóval (Figaro hajóosztály).
- 2009
  - a Transat Jacques Vabre második helyezettje Kito de Pavant-al párosban a Groupe Bel hajóval (IMOCA60 hajóosztály)
  - a Transat BPE harmadik helyezettje (Figaro hajóosztály).
  - a "Solitaire du Figaro" 13. helyezettje
- 2008:
  - a Solitaire du Figaro 16. helyezettje
- 2007:
  - a "Tour de France à la voile Étudiant" (Vitorlázás - Tour de France egyetemistáknak) győztese
- 2006:
  - "Podium Bizuth Course des Falaises" (kezdők) versenyen való részvétel a Figaro hajóosztályban
  - London-Nizza verseny a trimaran 60-as osztályban Antoine Koch oldalán
- 2005:
  - a "Tour de France à la voile Étudiant" (Vitorlázás - Tour de France egyetemistáknak) győztese
- 2003:
  - Ifjúsági világbajnok a "Tornado" hajóosztályban (Palma de Mallorca)
- 1999:
  - Francia bajnok "Moth Európa" osztályban (Le Havre)
- 1997:
  - Francia bajnok "Optimist" hajóosztály (Cap d'Agde)

## Filmográfia
- 2013: François Gabart, coureur au large (Francia Gabart, a szólóvitorlázó) dokumentumfilm Yves Legrain Crist rendezésében a Kanari Films produkciójában.[5]